# Hemeroblemma schausiana
Hemeroblemma schausiana là một loài bướm đêm trong họ Erebidae.